# Arsenal Military Academy
Arsenal Military Academy (chino simplificado: 烈火军校; pinyin: Lie Huo Jun Xiao), es una serie de televisión china transmitida del 6 de agosto del 2019 hasta el 6 de septiembre del 2019 a través de iQiyi.
El drama cuenta la historia de Xie Xiang, una mujer que se disfraza de hombre para unirse a la academia militar bajo el nombre de su hermano.

## Sinopsis
Xie Xiang, es una mujer quien intentando cumplir los deseos y pasos de su fallecido hermano, Xie Liangchen, se une a la academia del ejército en Shunyuan, fingiendo ser un hombre. En el campamento militar se convierte en compañera de clase del rico Gu Yanzhen, el callado Shen Junshan y de Huang Song. A través del riguroso entrenamiento, forman un vínculo y pronto se convierten en camaradas, todo esto, mientras Xie Xiang intenta mantener en secreto su identidad. 
Después de varios incidentes, finalmente Xie Xiang logra ganarse el respeto de sus demás compañeros y superiores. Y cuando Gu Yanzhen y Shen Junshan descubren que es una mujer deciden esconder su secreto y ayudarla. Sin embargo las cosas se complican cuando ambos comienzan a enamorarse de ella.
Las cosas empeoran cuando las estaciones militares japonesas concentran más fuerzas en la región del Nordeste, lo que hace que los jóvenes héroes de la academia militar luchen contra el enemigo, mientras descubren una gran y peligrosa conspiración que rodea a los ocupantes japoneses, la resistencia china y a los antiguos descendientes reales de la dinastía Qing ahora desaparecida.

## Reparto

### Personajes principales
| Actor                | Personaje    | N.º de episodios | Notas |
| -------------------- | ------------ | ---------------- | --- |
| Bai Lu               | Xie Xiang    | 48               | Es una joven que se decide unirse al ejército en lugar de su hermano haciéndose pasar por un hombre, luego de su muerte. Xiang comienza su reclutamiento en la Academia Militar del Arsenal y a pesar de su constitución débil, gradualmente logra convertirse en una soldado eficaz. A su llegada se hace buena amiga de Huang Song y pelea constantemente con Gu Yanzhen, sin embargo cuando descubre que será compañera de cuarto con Yanzhen, comienza a costarle trabajo mantener un perfil bajo, por lo que termina mintiéndoles a sus compañeros cadetes y les dice que tiene una hermana gemela, para evitar que la descubran. Al final revela su verdadera identidad y comienza a enamorarse de Yanzhen. |
| Xu Kai               | Gu Yanzhen   | 48               | Es un joven leal, encantador y guapo, así como temperamental y travieso que proviene de una familia adinerada e influyente. Después de causar problemas en Shanghái, su padre decide enviarlo a la Academia Militar del Arsenal, para q ue aprenda una lección. Como cadete de la academia militar, es un hombre inteligente pero que le causa problemas a su compañero de cuarto Xie Liangchen, (quien sin saberlo en realidad es la hermana de Liangchen, Xie Xiang). Cuando descubre su verdadera identidad, decide protegerla y pronto se enamora de ella. |
| Li Chengbin (李程彬) | Shen Junshan | 48               | Es un joven proveniente de una familia rica, así como el hermano menor de Shen Tingbai. Su familia conoce a la familia de Gu Yanzhen. Es un joven con una personalidad tranquila y silenciosa en la Academia Militar del Arsenal. Es buen amigo de Ji Jin, cuando conoce a Xie Liangchen (quien en realidad es Xie Xiang haciéndose pasar por su hermano) se hace su amigo, sin embargo cuando descubre su verdadera identidad, comienza a enamorarse de ella, pero ella no siente lo mismo. |
| Wu Jiayi             | Qu Manting   | 48               | Es una famosa actriz y cantante de cabaret conocida como "Miss Qu" en su ciudad natal en Shunjuan. Es una mujer consentida pero independiente y elegante, que demuestra un comportamiento duro y que desafía las normas tradicionales que se esperan de ella. Luego de que su familia arregla un matrimonio con Shen Tingbai, quien está profundamente enamorado de ella, Manting hace todo lo posible por terminarlo. Aunque al principio se siente atraída por Gu Yanzhen, finalmente termina enamorándose de Tingbai. |

### Personajes secundarios
| Actor                   | Personaje                  | N.º de episodios | Notas |
| ----------------------- | -------------------------- | ---------------- | --- |
| Hong Yao                | Shen Tingbai               | -                | Es un joven que proviene de una familia adinerada, así como el hermano de Shen Junshan. Está profundamente enamorado de Qu Manting, con quien tiene un compromiso arreglado. |
| Liu Runnan (刘润南)     | Li Wenzhong                | -                | Es un joven mimado , grosero y arrogante, que proviene de una familia adinerada. Cuando se una a la Academia Militar del Arsenal como un cadete, comienza a ocasionarle problemas a sus compañeros, entre ellos a Huang Song y a Xie Liangchen (quien en realidad es Xie Xiang haciéndose pasar por su hermano), sin embargo poco a poco se convierte en un soldado dispuesto a sacrificarse por sus compañeros y su país. |
| Wang Yizhe (王一哲)     | Ji Jin                     | -                | Es un cadete de la academia militar y amigo de Shen Junshan. |
| Liu Sibo (刘思博)       | Huang Song                 | -                | Es un joven amable, dulce, honesto e ingenuo, que huye de la hambrina de Shandong. Poco después de inspirarse por las tropas decide unirse a la Academia Militar del Arsenal como cadete. Cuando conoce a Xie Liangchen (quien en realidad es Xie Xiang, haciéndose pasar por su hermano) se hacen muy buenos amigos. Poco después también se hace buen amigo de Gu Yanzhen, en quien confía.                              |
| Meng En (蒙恩)          | Zhu Yanlin                 | -                | Es un cadete de la academia militar y amigo de Li Wenzhong. |
| Lin Yo-wei (林佑威)     | Lu Zhongyu                 | -                | Es un instructor de la academia militar. |
| Gao Yuer ( 高雨儿)      | Jin Xianrong / Oda Hiroshi | -                | |
| Shao Bing (邵兵)        | Guo Shuting                | -                | Es el subdirector y el instructor de tácticas en la academia militar. |
| Yin Zheng (尹正)        | Cheng Ruibeile             | -                | Es el príncipe y un miembro de la realeza china. |
| Dong Li                 | Xie Liangchen              | -                | Es el hermano de Xie Xiang. |
| Zhang Xin (张鑫)        | Tan Xiaojun                | -                | Es la mejor amiga de Xie Xiang, a quien ayuda a hacerse pasar por su hermano Xie Liangchen para entrar a la Academia Militar del Arsenal. Al inicio Xiaojun es la única que conoce el secreto de Xiang y le miente a su familia, haciéndoles creer que ella está en su casa y que irá a la escuela para mujeres. Es muy buena amiga de la infancia de Qu Manting, con quien creció.                                        |
| An Yuexi                | An Wen                     | -                | Es la dueña de la tienda de flores. |
| Liu Min (刘敏)          | Huo Xiaoyu                 | -                | Es la dueña del bar. |
| Zuo Xiaoqing            | Pei Nianqing               | -                | Es amiga de Guo Shuting. |
| Anna Fang (方安娜)      | Huang Jie                  | -                | Es la hermana de Huang Song. |
| He Jiayi (何佳怡)       | -                          | -                | Es la madre de Qu Manting. |
| Li Jie (李解)           | -                          | -                | Es el padre de Qu Manting. |
| Xiao Rongsheng (肖荣生) | Zhang Siling               | -                | Es el comandante. |
| Sun Anke (张晓唯)       | Qu Manshu                  | -                | Es la hermana de Qu Manting. |
| Zhang Yixi (张译兮)     | Gu Qiqi                    | -                | Es la hermana de Gu Yanzhen. |
| EQUUS (马昂)            | Fujiwara Ichiro            | -                | Es el aliado de Jin Xianrong. |

### Otros personajes
| Actor                  | Personaje     | Episodios donde apareció | Notas                                                                  |
| ---------------------- | ------------- | ------------------------ | ---------------------------------------------------------------------- |
| Li Ang (李昂)          | Song Xicheng  | 1-2, 43-48               | Es un sargento.                                                        |
| Zheng Louis (郑龙)     | Xiao Liu      | -                        | Es uno de los hombres de Huo Xiaoyu.                                   |
| Chang Cheng (常铖)     | Xiao Dao      | -                        | Es uno de los hombres de Huo Xiaoyu.                                   |
| Liu Enshang (刘恩尚)   | Sato Kazuo    | -                        |                                                                        |
| Sun Di (孙迪)          | He Luming     | -                        | Es el capitán de la policía.                                           |
| Zheng Shengli (郑胜利) | Tío Zhu       | -                        | Es el mayordomo de la familia Gu.                                      |
| Nan Fulong (南伏龙)    | Song          | -                        | Es un instructor de la academia militar.                               |
| Zhang Nan (张南)       | Yuan Pingting | -                        | Es una actriz y la rival de Qu Manting.                                |
| Liu Yinjun (刘胤君)    | Zhang Haoran  | -                        | Es el hijo del editor del periódico.                                   |
| Kelly Gu (顾凯丽)      | -             | -                        | Es la madre de Tan Xiaojun.                                            |
| Liu Hua (刘桦)         | Oda Yukihide  | -                        |                                                                        |
| Zhang Gong (张弓)      | Xie Zhipei    | -                        |                                                                        |
| Sun Tao (孙涛)         | Huang         | -                        | Es el gerente del "Parimo Dance Hall".                                 |
| Lu Ling (陸玲)         | -             | -                        | Es la madre de Xie Xiang y Xie Liangchen.                              |
| Xiao Yang (肖阳)       | -             | -                        | Es el cuñado de Huang Song.                                            |
| Yue Chunyu (岳春雨)    | Mr. Zhao      | -                        | Es el conductor de la familia Gu.                                      |
| An An (安安)           | Xiao Yang     | -                        | Es la asistente de Qu Manting.                                         |
| Fei Liqi (费鲤齐)      | Xiao Tao      | -                        | Es el agente, asistente y cuidador de Qu Manting.                      |
| Ren Shan (任山)        | Gu Zongtang   | -                        | Es el padre de Gu Yanzhen y el vicerrector de la provincia de Feng-an. |
| Zhao Yongzhan (赵永占) | Wang Boxun    | -                        | Es el jefe de la policía.                                              |
| Shen Qi (申琦)         | Ben Zi        | -                        | Es el asistente de Shen Tingbai.                                       |
| Ma Wenchao (马文超)    | Zha Meng      | -                        | Es uno de los hombres de Huo Xiaoyu.                                   |

### Apariciones invitadas
| Actor                 | Personaje                 | Episodios donde apareció | Notas                                                            |
| --------------------- | ------------------------- | ------------------------ | ---------------------------------------------------------------- |
| Xuan Lu               | Bao Biyun                 | -                        | Es la hija del alcalde.                                          |
| Zhao Jiuyi (赵久毅)   | Mr. Sheng                 | 31                       | Es un director de cine.                                          |
| Zhang Ye (张野)       | Liang Yong                | 43, 47                   | Es el socio de Song Xicheng.                                     |
| Shen Baoping (沈保平) | Rong Wangye               | -                        | Es un miembro de la realeza china y el padre de Cheng Ruibeile.  |
| Yang Hongwu (杨洪武)  | Alcalde Bao               | -                        |                                                                  |
| Wang Ruoxue (王若雪)  | Miss Du                   | -                        | Es la prima de la familia Shen.                                  |
| Jing Yanjun (景研竣)  | Huang He                  | -                        | Es el hermano de Huang Song y Huang Jie.                         |
| Zhang Chao (张超)     | Kushi Koji                | -                        | Es un doctor.                                                    |
| Ye Xinyu (叶新宇)     | Mr. He                    | -                        | Es un director.                                                  |
| Feng Wusheng (冯武生) | Jiang Hao / Jiang Hannian | -                        |                                                                  |
| Li Junyi (李俊逸)     | Lin Xianwei               | -                        | Es un estudiante que participa en la protesta, estudia en Japón. |
| Hua Cheng (华程)      | Chen Rong                 | -                        | Es un estudiante que participa en la protesta.                   |
| Yang Yulan (杨玉兰)   | Ms. He                    | -                        | Es la ama de llaves de la familia Qu.                            |
| Lawrence Shi (史梵希) | Song Maogong              | -                        | Es el jefe de la policía de Beijing.                             |
| Gong Sile (龚思乐)    | Mr. Wei                   | -                        | Es un cazador.                                                   |
| Li Qinqin (李勤勤)    | Señora Rong               | -                        |                                                                  |
| Han Xinyu (韩昕妤)    | Zhao Qianqian             | -                        | Es la prima de Gu Yanzhen.                                       |
| Sun Rong (孙荣)       | -                         | -                        | Es el padre de Shen Tingbai y Shen Junshan.                      |
| Qin Junzhe (秦隽哲)   | -                         | 42                       | Es un subastador.                                                |

## Episodios
La serie estuvo conformada por 48 episodios, los cuales fueron emitidos todos los martes, miércoles, jueves y viernes (2 episodios) a las 20:00. Mientras que los VIP, podían ver ocho episodios con antelación.

## Música
El Soundtrack de la serie estuvo conformada por 5 canciones.
| No. | Intérprete (es) | Canción                      | Letra         | Música        | Duración | Notas                  |
| --- | --------------- | ---------------------------- | ------------- | ------------- | -------- | ---------------------- |
| 1   | Lu Hu           | "Soldier" (战士)             | Yu Zheng      | Lu Hu         | 3:37     | (canción de inicio)    |
| 2   | Dong Li         | "Raging Fire" (烈火)         | Yu Zheng      | Wang Yaoguang | 3:39     | (canción de cierre #1) |
| 3   | Wu Jiayi        | "Moonlight Tango" (月光探戈) | Wang Yaoguang | Wang Yaoguang | 3:49     |                        |
| 4   | Bai Lu y Xu Kai | "Enter a Dream" (入梦)       | Wang Yaoguang | Ai Qing       | 3:39     |                        |
| 5   | Wang Yizhe      | "Poison" (毒药)              | Yu Zheng      | Wang Yaoguang | 3:29     | (canción de cierre #2) |

## Premios y nominaciones
| Año  | Categoría       | Premio                                                          | Trabajo                    | Resultado |
| ---- | --------------- | --------------------------------------------------------------- | -------------------------- | --------- |
| 2019 | Best Actor      | 6th Wenrong Award                                               | Xu Kai                     | Ganó      |
| 2019 | Best Actress    | 6th Wenrong Award                                               | Bai Lu                     | Nominada  |
| 2019 | Best Actor      | Golden Bud - The Fourth Network Film And Television Festival    | Xu Kai                     | Nominado  |
| 2019 | Best Actress    | Golden Bud - The Fourth Network Film And Television Festival    | Bai Lu                     | Nominada  |
| 2019 | Best Web Series | Golden Bud - The Fourth Network Film And Television Festival    | "Arsenal Military Academy" | Nominado  |
| 2019 | Best Drama      | China Entertainment Industry Summit - (Golden Pufferfish Award) | "Arsenal Military Academy" | Nominado  |

## Producción
Fue dirigida por Hue Kaidong, quien contó con la guionista Xiao Xiang Dong Er, mientras que la producción estuvo a cargo de Yu Zheng.
Las filmaciones comenzaron el 26 de marzo del 2018 en "Hengdian Studios" y "Zhejiang Province", al finalizar, entró oficialmente en postproducción el 6 de agosto del mismo año.
La serie contó con el apoyo de las compañías de producción "Huanyu Film Company", "iQiyi" y "Tencent Pictures".